# پایتینگ
پایتینگ (به آلمانی: Peiting) یک شهر در آلمان است که در بایرن واقع شده‌است.

## خصوصیات
پایتینگ ۷۵٫۱۴ کیلومترمربع مساحت دارد ۷۱۸ متر بالاتر از سطح دریا واقع شده‌است.